# Eria unifolia
Eria unifolia är en orkidéart som beskrevs av Johannes Jacobus Smith. Eria unifolia ingår i släktet Eria och familjen orkidéer. Inga underarter finns listade i Catalogue of Life.